# Agriades albipuncta
Agriades albipuncta är en fjärilsart som beskrevs av Tutt 1908. Agriades albipuncta ingår i släktet Agriades och familjen juvelvingar. Inga underarter finns listade i Catalogue of Life.